# Jules Cluzel
Pour les articles homonymes, voir Cluzel.
Jules Cluzel est un pilote de vitesse moto français, né le 12 octobre 1988 à Montluçon (Allier). De 2015 à 2017, il évolue dans le mondial Supersport avec le team MV Agusta Reparto Corse sur une MV Agusta F3. En 2018, il rejoint Yamaha et sa R6 avec l'équipe privée Nerf Racing Team basée aux Émirats arabes unis. Alors détenus par David Checa en 59 secondes et 462 millièmes depuis 2013, le record du tour du circuit Carole a été battu par le pilote du GMT94 en 58 secondes et 946 millièmes depuis le 18 juin 2020 (il avait déjà battu le record avec 59 secondes et 266 millièmes).

## Biographie
Après s'être essayé au karting ou encore à la gymnastique, Jules Cluzel décide de se consacrer à la moto. Il obtient de bons résultats en championnat de France Open et décroche une wild card pour le Grand prix de France moto au Mans en 2005.
Il terminera la saison en championnat du Monde 125 avec l'écurie officielle Malaguti, en disputant les 2 derniers grands prix (en Turquie puis à Valence).
En 2006, il intègre le Team de JC BESSE (Grand Prix de France) en catégorie 250 cm³ aux côtés de Sylvain Guintoli.
En 2007, Jules dispute sa deuxième saison en catégorie 250 cm³ avec le Team Angaia Racing et termine la saison avec 19 points.
En 2008, Jules redescend en catégorie 125 cm³ avec le Loncin Racing Team, une structure chinoise. Son coéquipier est un autre français, Alexis Masbou. Jules n'inscrit aucun point, mais termine 16e à 4 reprises.
Malgré des résultats décevant durant cette saison 2008, Jules décroche un guidon dans la catégorie supérieure, en 250 cm³ avec le Team Matteoni Racing. Dès sa première course au Qatar, il étonne tous les observateurs et décroche la 2e place et le premier podium de sa carrière, après avoir mené la course durant quelques tours. Il termine derrière l'espagnol Hector Barbera et devance le champion du monde 125 français Mike Di Meglio.
En 2010, il court dans la nouvelle catégorie Moto2, et commence bien la saison en finissant 3e au Grand Prix du Qatar. Au Grand Prix de Grande-Bretagne, pour le retour du championnat après 24 ans d'absence sur le circuit de Silverstone, il remporte la course et décroche la 1re victoire de sa carrière en Grand Prix moto.
En 2011, il reste toujours dans l'équipe Forward Racing avec comme objectif de finir dans les premiers. Mais la saison sera très difficile à cause de ses nombreuses chutes lors des courses. Il termine le deuxième championnat du monde Moto2 à la 21e place avec 41 points, et une 4e place comme meilleur résultat sur le circuit de Silverstone où il avait gagné l'année précédente. Alors que l'équipe Forward Racing devait conserver Jules Cluzel pour la saison 2012, elle décide finalement de le remercier en fin de saison.
Jules Cluzel part en championnat du monde Supersport avec l'équipe WTR Ten10, mais à cause d'un problème d'accord il est aussitôt licencié. Finalement, à quelques semaines du début du championnat, il trouve un guidon en Supersport avec l'équipe britannique PTR Honda. Il réalise une superbe saison avec un total de 8 podiums dont 4 victoires en 13 courses. Il finira second du classement général.
Pour la saison 2013, Jules Cluzel trouve un guidon en Superbike avec l'équipe britannique Fixi Cresent Suzuki. Il réalise une très belle deuxième place au Grand Prix de Silverstone.
Jules Cluzel signe avec le team russe Yakhnich Motorsport pour la saison 2014, où il roule sur une MV Agusta dans la catégorie Supersport. Il est vainqueur de la première course de la saison sur le circuit de Philipp Island, puis, après deux deuxièmes places en Grande-Bretagne et Malaisie, il remporte le Grand Prix d'Italie. Après deux abandons, il remporte le Grand Prix de France et obtient une troisième place lors de la course de la saison. Il termine celle-ci à la deuxième du classement général derrière Michael van der Mark.
Lors de la saison suivante, il continue de courir sur une MV Agusta, mais au sein de l'équipe MV Agusta Reparto Corse. Comme lors de la saison précédente, il remporte la première course en Australie, mais doit abandonner lors des deux courses suivantes. Lors des trois courses qui suivent, il termine deuxième, devancé par Kenan Sofuoğlu, puis remporte la course disputée au Portugal, et celle de Misano en Italie. Au classement général, il se rapproche du Turc en terminant deuxième à Sepang. Par la suite il chute lors de la course de Jerez. Du coup il ne dispute aucune des dernières courses de la saison, mais finit malgré tout à la quatrième place.
En 2018, Jules Cluzel court au guidon d'une Yamaha R6 avec l'équipe NRT. Après un début de saison solide et en lice pour jouer le titre, il est percuté par Sandro Cortese lors du deuxième tour de l'épreuve à Portimao. Cortese parviendra à repartir et finira 6e de l'épreuve, ce qui lui permettra d’accroître de 10 points son avance au championnat. Cluzel remportera les deux courses suivantes pour réduire l'écart à 5 points avant l'épreuve finale au Qatar, mais chutera dans le dernier tour et verra le titre lui échapper. Il chutera une seconde fois et souffrira d'une triple fracture au pied gauche.
Pour la saison 2019, il rejoint le GMT 94 aux côtés de Christophe Guyot. Sa Yamaha R6 subira des modifications lui permettant de passer les vitesses avec le pied droit, la commande du frein arrière étant transférée au guidon, à gauche. Il finira cette première année avec 3 victoires et 3 podiums mais devra se contenter d'une troisième place derrière Frederico Caricasulo et Randy Krummenacher.

## Carrière moto
| Année | Catégorie  | Équipe                  | Moto              | Courses | Victoires | Podiums | Pole | MT | Pts  | Clas |
| ----- | ---------- | ----------------------- | ----------------- | ------- | --------- | ------- | ---- | -- | ---- | ---- |
| 2006  | 250 cm³    | Team FFM Racing         | Aprilia           | 16      | -         | -       | -    | -  | 15   | 20e  |
| 2007  | 250 cm³    | Angaia Racing           | Aprilia           | 17      | -         | -       | -    | -  | 19   | 21e  |
| 2008  | 125 cm³    | Loncin Racing           | Loncin            | 15      | -         | -       | -    | -  | -    | -    |
| 2009  | 250 cm³    | Matteoni Racing         | Aprilia 250 LE    | 15      | -         | 1       | -    | -  | 82   | 12e  |
| 2010  | Moto2      | Forward Racing          | Suter             | 17      | 1         | 2       | -    | -  | 106  | 7e   |
| 2011  | Moto2      | Forward Racing          | Suter             | 16      | -         | -       | -    | -  | 38   | 19e  |
| 2012  | Supersport | PTR Honda               | Honda CBR 600 RR  | 13      | 4         | 8       | 5    | 3  | 210  | 2e   |
| 2013  | Superbike  | FIXI CRESCENT SUZUKI    | Suzuki GSX-R 1000 | 27      | 0         | 1       | 0    | 0  | 113  | 10e  |
| 2014  | Supersport | Yakhnich Motorsport     | MV Agusta F3      | 11      | 3         | 7       | 5    | 2  | 148  | 2e   |
| 2015  | Supersport | MV Agusta Reparto Corse | MV Agusta F3      | 9       | 3         | 7       | 6    | 5  | 155  | 4e   |
| 2016  | Supersport | MV Agusta Reparto Corse | MV Agusta F3      | 12      | 2         | 5       | 2    | 1  | 142  | 2e   |
| 2017  | Supersport | PTR Honda               | Honda CBR 600 RR  | 12      | 0         | 6       | 1    | 2  | 155  | 3e   |
| 2018  | Supersport | NRT                     | Yamaha YZF R6     | 10      | 4         | 6       | 1    | 0  | 158  | 2e   |
| 2019  | Supersport | GMT94                   | Yamaha YZF R6     | 12      | 3         | 6       | 1    | 0  | 200  | 3e   |
| 2020  | Supersport | GMT94                   | Yamaha YZF R6     | 9       | 0         | 7       | 0    | 0  | 146* | 3e*  |

* Saison en cours.